# Primera División 2017-18 (kvinder)
Primera División Femenina de Fútbol 2017–18 var den 30. udgave af Spaniens bedste række indenfor kvindefodbold. Sæsonen startede den 3. september 2017 og sluttede den 13. maj 2018.
Atlético Madrid genvandt mesterskabet.

## Hold
Madrid CFF og Sevilla FC blev en del af ligaen, efter at de rykkede op fra anden division efter afslutningen af sæson 2016-17. To hold der spillede i Primera División 2016-17, Oiartzun KE og UD Tacuense, rykkede ned i anden division efter sæsonens afslutning.

### Stadions og lokaliteter
| Hold               | Hjemby                     | Stadion            |
| ------------------ | -------------------------- | ------------------ |
| Athletic Bilbao    | Bilbao                     | Lezama             |
| Atlético Madrid    | Madrid                     | Cerro del Espino   |
| Barcelona          | Barcelona                  | Joan Gamper        |
| Espanyol           | Barcelona                  | Dani Jarque        |
| Fundación Albacete | Albacete                   | Andrés Iniesta     |
| Granadilla         | Granadilla de Abona        | Francisco Suárez   |
| Levante            | Valencia                   | El Terrer          |
| Madrid CFF         | San Sebastián de los Reyes | Nuevo Matapiñonera |
| Rayo Vallecano     | Madrid                     | Ciudad Deportiva   |
| Real Betis         | Sevilla                    | Luis del Sol       |
| Real Sociedad      | San Sebastián              | Zubieta            |
| Santa Teresa       | Badajoz                    | El Vivero          |
| Sevilla            | Sevilla                    | Guadalquivir       |
| Sporting Huelva    | Huelva                     | El Conquero        |
| Valencia           | Valencia                   | Antonio Puchades   |
| Zaragoza CFF       | Zaragoza                   | Pedro Sancho       |

## Oversigt
| Pos | Hold               | K  | V  | U | T  | M+ | M- | MF  | P  | Kvalifikation eller nedrykning                              |
| --- | ------------------ | -- | -- | - | -- | -- | -- | --- | -- | ----------------------------------------------------------- |
| 1   | Atlético Madrid    | 30 | 24 | 5 | 1  | 74 | 21 | +53 | 77 | Kvalifikation til UEFA Champions League og Copa de la Reina |
| 2   | FC Barcelona       | 30 | 24 | 4 | 2  | 98 | 12 | +86 | 76 | Kvalifikation til UEFA Champions League og Copa de la Reina |
| 3   | Athletic Club      | 30 | 18 | 2 | 10 | 51 | 41 | +10 | 56 | Kvalifikation til Copa de la Reina                          |
| 4   | UD Granadilla TS   | 30 | 16 | 6 | 8  | 48 | 33 | +15 | 54 | Kvalifikation til Copa de la Reina                          |
| 5   | Valencia CF        | 30 | 14 | 8 | 8  | 49 | 32 | +17 | 50 | Kvalifikation til Copa de la Reina                          |
| 6   | Real Betis         | 30 | 14 | 4 | 12 | 40 | 37 | +3  | 46 | Kvalifikation til Copa de la Reina                          |
| 7   | Real Sociedad      | 30 | 10 | 8 | 12 | 42 | 37 | +5  | 38 | Kvalifikation til Copa de la Reina                          |
| 8   | Levante UD         | 30 | 11 | 5 | 14 | 49 | 50 | −1  | 38 | Kvalifikation til Copa de la Reina                          |
| 9   | Sporting de Huelva | 30 | 11 | 5 | 14 | 35 | 42 | −7  | 38 |                                                             |
| 10  | Madrid CFF         | 30 | 10 | 6 | 14 | 34 | 56 | −22 | 36 |                                                             |
| 11  | Rayo Vallecano     | 30 | 9  | 6 | 15 | 39 | 63 | −24 | 33 |                                                             |
| 12  | Sevilla FC         | 30 | 8  | 7 | 15 | 35 | 50 | −15 | 31 |                                                             |
| 13  | Fundación Albacete | 30 | 8  | 6 | 16 | 42 | 58 | −16 | 30 |                                                             |
| 14  | RCD Espanyol       | 30 | 7  | 8 | 15 | 22 | 42 | −20 | 29 |                                                             |
| 15  | Zaragoza CFF       | 30 | 6  | 5 | 19 | 31 | 67 | −36 | 23 | Nedrykning til Segunda División                             |
| 16  | Santa Teresa CD    | 30 | 4  | 7 | 19 | 20 | 68 | −48 | 19 | Nedrykning til Segunda División                             |

## Topscorere
| Nr. | Spiller          | Klub               | Mål |
| --- | ---------------- | ------------------ | --- |
| 1   | Charlyn Corral   | Levante            | 24  |
| 2   | Sonia Bermúdez   | Atlético Madrid    | 19  |
| 2   | Mari Paz Vilas   | Valencia           | 19  |
| 4   | Nahikari García  | Real Sociedad      | 16  |
| 4   | Alba Redondo     | Fundación Albacete | 16  |
| 6   | Natalia Pablos   | Rayo Vallecano     | 15  |
| 7   | Nekane Díez      | Athletic Bilbao    | 13  |
| 7   | Erika Vázquez    | Athletic Bilbao    | 13  |
| 9   | Andressa Alves   | Barcelona          | 12  |
| 9   | María José Pérez | Granadilla         | 12  |
| 11  | Toni Duggan      | Barcelona          | 11  |
| 11  | Lieke Martens    | Barcelona          | 11  |
| 11  | Alexia Putellas  | Barcelona          | 11  |
| 11  | Miriam Rodríguez | Fundación Albacete | 11  |
| 11  | Ludmila da Silva | Atlético Madrid    | 11  |
| 16  | Jade Boho        | Madrid CFF         | 10  |
| 16  | Yulema Corres    | Athletic Bilbao    | 10  |
| 16  | Anita Hernández  | Sporting Huelva    | 10  |
| 16  | Bárbara Latorre  | Barcelona          | 10  |
| 16  | Estefanía Lima   | Santa Teresa       | 10  |
| 16  | Jennifer Morilla | Sevilla            | 10  |